# ФК Островјец Свјентокшиски
ФК Островјец је пољски фудбалски клуб из града Островјец Свјентокшиски. Основан је 1929. године, а 2003. је реформиран на бази ФК Керамике Опочно. Играли су 2007. у 2. лиги, одакле су искључени и пребачени у 3. лигу, због подмићивања Мирослава Сташјака, бившег председника. Играју у наранџасто-црним дресовима. Тренутно се такмичи у Другој лиги Пољске.

## Успеси
- 13. место у пољској првој лиги: 2002

## Познати бивши играчи
- Марћин Вробел
- Цезари Чпак
- Марћин Цабај
- Мариуш Јоп
- Камил Косовски
- Рафал Ласоцки
- Томаш Желазовски
- Тадеуш Кравјец
- Марек Граба
- Хуберт Робашек
- Павел Качоровски
- Бенедикт Ноцоњ
- Лукаш Горсков
- Пјотр Стоковјец
- Јарослав Попела
- Марцин Богуш
- Јаромир Вјепрећ
- Пјотр Герчак
- Јарослав Солар
- Мацеј Рогалски
- Давор Тасић
- Сержо Батата
- Максвел Калу